# ويليام إدوارد ديفيد ألين
ويليام إدوارد ديفيد ألين (بالإنجليزية: William Edward David Allen)‏ هو مؤرخ ودبلوماسي وسياسي بريطاني وبريطاني (وحمل سابقاً جنسية المملكة المتحدة لبريطانيا العظمى وأيرلندا)، ولد في 6 يناير 1901، وتوفي في 18 سبتمبر 1973. حزبياً، نشط في اتحاد الفاشيين البريطاني. وقد في الانتخابات العامة في المملكة المتحدة 1929 ‏، انتخب عضو برلمان المملكة المتحدة الـ35 عن دائرة بلفاست الغربية (30 مايو 1929 – 7 أكتوبر 1931).